# Get Crunk, Who U Wit: Da Album
Get Crunk, Who U Wit: Da Album es el álbum debut del artista Lil' Jon del género musical Crunk..
Lil' Jon & the East Side Boyz hicieron su debut internacional en el año de 1997 con Get Crunk, Who U Wit: Da Album, un álbum con muchas rutinas de bajos mezclados con algunos destacados himnos, entre los que se destacan Get Crunk, Who U Wit?, y Shawty Freak a Lil Sumthin. El bajo de las pistas están por encima del promedio, sin embargo, todavía no está en la misma liga musical como el tipo de hits que Jon haría años más tarde con (Bia' Bia, Get Low,Damn! etc.). Independientemente, el trabajo de Lil Jon en "Get Crunk" se adelantó a su tiempo y sin duda sentó mucho precedente

## Lista de canciones
| Get Crunk, Who U Wit: Da Album |                                                   |              |                  |  |
| N.º                            | Título                                            | Escritor(es) | Duración         |  |
| 1.                             | «Album Intro»                                     |              | 0:26             |  |
| 2.                             | «Bounce Dat Ass»                                  |              | 4:22             |  |
| 3.                             | «Shake Your Booty»                                |              | 5:41             |  |
| 4.                             | «Get Crunk (Intro)»                               |              | 0:49             |  |
| 5.                             | «Get Crunk»                                       |              | 4:24             |  |
| 6.                             | «Who U Wit? (Intro)»                              |              | 0:49             |  |
| 7.                             | «Who U Wit?»                                      |              | 4:24             |  |
| 8.                             | «Shawty Freak a Lil' Sumtin' (Intro)»             |              | 0:14             |  |
| 9.                             | «Shawty Freak a Lil' Sumtin'»                     |              | 4:07             |  |
| 10.                            | «Giddy Up Let's Ride/Giddy Up Let's Ride (Outro)» |              | 4:02 (3:35/0:27) |  |
| 11.                            | «Who U Wit? (Bass Remix)»                         |              | 4:15             |  |
| 12.                            | «Cut Up (Intro)»                                  |              | 4:05             |  |
| 13.                            | «Y'all Don't Feel Me»                             |              | 4:50             |  |
| 15.                            | «ATL (Intro)»                                     |              | 0:25             |  |
| 16.                            | «ATL»                                             |              | 3:57             |  |
| 17.                            | «Sign Off»                                        |              | 3:30             |  |

Pista adicional (2001)
1. "2 Step Drop (Last Man Standing)" – 6:25

## Sencillos
"Shawty Freak a Lil' Sumtin'"
| Cartelera            | Posición |
| -------------------- | -------- |
| Top Sencillos de Rap | # 36     |
| Top Sencillos de R&B | # 65     |